# John Voigt
John Voigt (* 26. Juni 1939 in Boston) ist ein US-amerikanischer Jazzforscher, Komponist und Jazz- und Improvisationsmusiker (Kontrabass, gesprochenes Wort), der vor allem in der Musikszene seiner Heimatstadt aktiv ist.

## Leben
Voigt studierte am Boston State College Englisch (Bachelor 1968), um 1972 seinen Master in Bibliothekswissenschaften am Simmons College zu machen. Dann arbeitete er als Bibliothekar und gab zwischen 1975 und 1984 mehrere Bände der Bibliographie Jazz Music in Print heraus. Als Komponist veröffentlichte er 1978 auf dem Album Music for Contrabass Quintet mehrere Avantgarde-Werke. Später spielte er mit Musikern wie Billy Bang, Joey Baron, Peter Brötzmann, Bill Dixon, Bill Frisell, Malcolm Goldstein, Joseph Jarman, Keith Jarrett und Jeanne Lee. Unter eigenem Namen legte er 1993 das Album Outsider Bass vor, das Bertram Turetzky als innovatives Werk eines von Charles Ives geformten Komponisten würdigte. Auch arbeitete er u. a. mit John McPhee, Jemeel Moondoc (Tri-P-Let 1996 und Fire in the Valley, 1997), Paul Flaherty (The Ilya Tree 1999), Sabir Mateen, Joe Morris (MVP LSD), Eric Zinman und im Aardvark Jazz Orchestra. Im Bereich des Jazz wirkte Voigt zwischen 1980 und 2009 bei 22 Aufnahmesessions mit. Sowohl 1997 als auch 2001 trat er auf dem New Yorker Vision Festival auf.
Voigt schrieb mehrere Essays über Musik (u. a. über Henry Grimes, Charles Mingus, Don Cherry, Morton Feldman); er gehörte zum Beirat des Institute of Jazz Studies an der Rutgers University. Auch unterrichtete er an Konservatorien und Universitäten im Raum Boston, wo er mit eigenen Formationen arbeitete.
Der Musiker ist nicht mit dem Schauspieler Jon Voight zu verwechseln.

## Diskographische Einträge
- Joe Morris / John Voigt / Tom Plsek: The Graphic Scores of Lowell Skinner Davidson (Riti, 2009)
- Josh Rosen & John Voigt: The Music of Paul Motian and Spontaneous Compositions (2018)

## Lexikalische Einträge
- Linda Solow Blotner The Boston Composers Project: A Bibliography of Contemporary Music Cambridge 1938